# Petrus Svenonis Wadstenius
Petrus Svenonis Wadstenius, född 1627 i Vadstena församling, Östergötlands län, död januari 1689 i Askeryds församling, Jönköpings län, var en svensk präst.

## Biografi
Petrus Svenonis Wadstenius föddes 1627 i Vadstena. Han blev 1649 student vid Uppsala universitet och prästvigdes 1652. Han blev senare huspredikant hos Lars Kagg och 1655 domkyrkokomminister i Linköpings församling. Wadstenius blev 1662 kyrkoherde i Askeryds församling och var riksdagsman vid riksdagen 1682. Han avled 1689 i Askeryds socken.

### Familj
Wadstenius gifte sig 1654 med Catharina Juringi, dotter till kyrkoherden Nicolaus Juringius och Agneta Gudmundsdotter i Jönköping. De fick tillsammans barnen komministern Sveno Juringius i Mellby församling, Nathan Petersson, Nils Petersson, Agneta Petersdotter som var gift med en ryttarkorpral, Sara Petersdotter som var gift med handlanden Joel i Eksjö, Catharina Petersdotter som var gift med mantalskommissarien i Ekebyborna socken och Beata Petersdotter.